# Boarmia complacita
Boarmia complacita là một loài bướm đêm trong họ Geometridae.